# 凱末爾帕夏

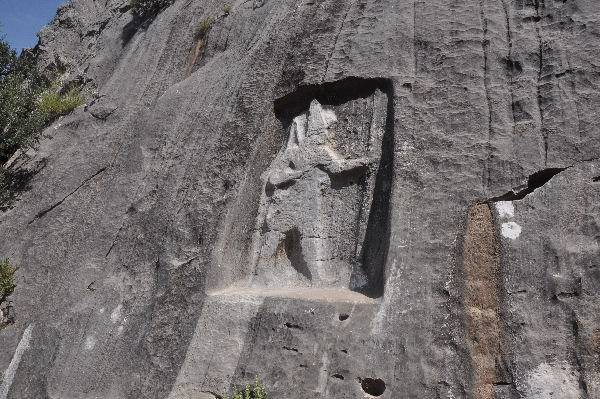
鄰近凱末爾帕夏的赫梯浮雕遺跡

凱末爾帕夏（土耳其語：Kemalpaşa）是一座位於土耳其伊兹密尔省的城市，其距離伊兹密尔的市中心29公里，當地的工業和服務業發展頗為興盛，並有連通伊茲密爾至安卡拉的高速公路橫貫該地區。
凱末爾帕夏於中世紀時期名為尼姆菲翁（希臘語：Νύμφαιον），曾是尼西亚帝国歷任君主們於冬季的駐地，在土耳其共和國成立後，為了紀念國父穆斯塔法·凱末爾帕夏所立下的功勳而改為今名。